# Manacor
Manacor este al treilea oraș ca mărime de pe Mallorca, situat în estul insulei. Populația orașului este de circa 40.000 de locuitori.

## Istoric
Perimetrul așezării este locuit din preistorie. Vestigiile arheologice de la L'Hospitalet Vell⁠(es)[traduceți] datează din mileniul al II-lea înaintea erei noastre.

## Personalități
- Luis Ladaria (n. 1944), arhiepiscop
- Albert Riera (n. 1982), fotbalist
- Rafael Nadal (n. 1986), tenismen

1. ↑  Nomenclátor Geográfico de Municipios y Entidades de Población (20240402 edition)